# Jakob August Lorent
Jakob August Lorent (Charleston, 12 dicembre 1813 – Merano, 9 luglio 1884) è stato un archeologo, chimico e fotografo tedesco.

## Biografia
Nel 1818 la famiglia si trasferì a Mannheim presso il padre adottivo benestante. Nel 1837 ottenne si laureò in scienze naturali all'Università Ruprecht Karl di Heidelberg. Dopo la laurea intraprese, nel 1842, un viaggio in Egitto e Asia Minore allo scopo di ampliare la sua formazione culturale e fu di fondamentale importanza per la curiosità e lo spirito di ricerca scientifica che mostrava di avere. Rimase colpito dai monumenti e dei ruderi delle città morte della Siria, di Aleppo. Apprese la consapevolezza della necessità di conservarne la memoria attraverso la documentazione e la divulgazione in modo scientificamente oggettivo come strumento di conoscenza e di studio.
Durante una permanenza a Londra incontrò William Fox Talbot che lo introdusse alla fotografia e alla calotipia, anche se sostanzialmente fu un autodidatta. Lorent fu agevolato dalla sua conoscenza della chimica riuscendo perciò nel processo, compresa la ceratura dei negativi di carta introdotta da Gustave Le Gray, che utilizzò sempre nei suoi viaggi fotografici. L'attività fotografica di Lorent avviò nel 1853 con le riprese dell'Italia del nord, Istria e Venezia. Furono soprattutto le foto di Venezia che riscossero un grande successo e crebbe la reputazione di Lorent in tutta Europa, in particolare, oltre che per l'estrema cura e perfezione delle immagini, anche e per le loro dimensioni che raggiunsero 45x57 cm. Nel 1857 arrivò a produrre cinquanta stampe dal formato di 60x80 cm. Le copie calotipiche positive potevano essere prodotte soltanto per contatto in dimensione 1:1, con luce solare. Ciò significava che anche il negativo di partenza aveva quelle dimensioni, pertanto la macchina fotografica doveva essere molto più grande! Non va neppure dimenticato che queste stampe furono realizzate tra il 1853 e il 1861.

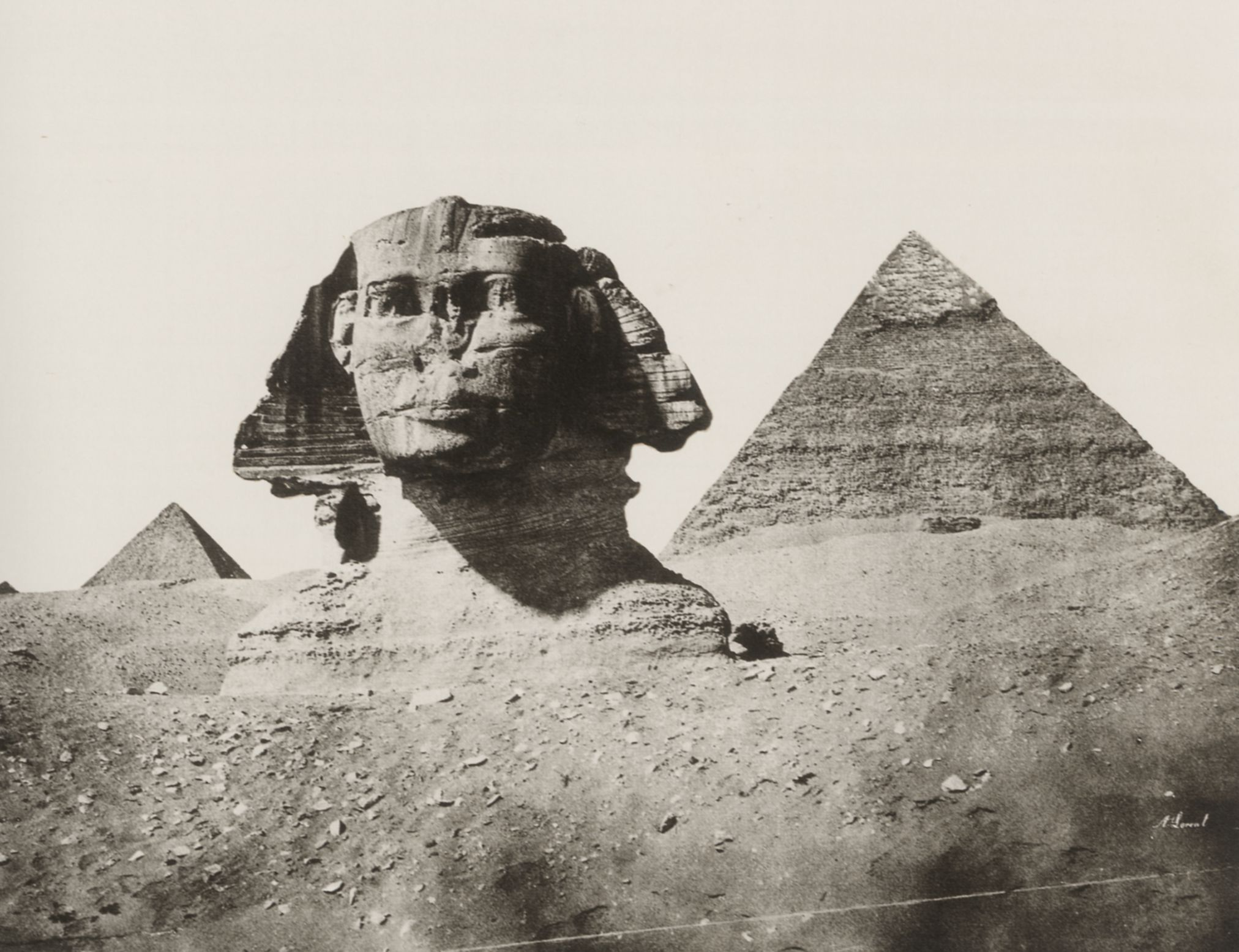
La Sfinge, 1858-60, una delle sue foto più famose

Nei successivi viaggi, il formato venne ridimensionato, adoperando negativi al collodio su lastra di vetro e la stampa all'albume e realizzando anche stampe al platino. Le opere di Lorent, che dal 1858 si iscrisse alla Société française de photographie, furono esibite in varie mostre fotografiche: Monaco (1854), Parigi (1855), Bruxelles (1856 e 1861), Amsterdam (1862), Londra (1862), Berlino (1865), accolte con commenti entusiastici e anche premiate. In sostanza, quello di Lorent fu un approccio scientifico, esteticamente interpretato dalla sua sensibilità di uomo colto e profondamente interessato ai siti archeologici che andava visitando. Il critico Ernest Lacan commentò nel periodico La Lumière (11 ottobre 1856) l'opera di Lorent:
"...Ses vues de Venise ont une ampleur, une harmonie, une vigueur, qui en font des oeuvres tout à fait magistrales...M. Lorent est le Baldus vénitien" (...Se vai a Venezia con una grandezza, un'armonia, un vigore, qui alla fonte di opere davvero magistrali... Mr. Lorent è il Baldo veneziano)
Nel 1858 visitò il sud della Spagna e l'Algeria. Fra il 1859 e il 1860 fu in Egitto e nella Nubia. Nel 1861 viaggiò in Grecia e vi ritornò l'anno dopo. Nel 1863 girò tra Roma e l'Italia del sud, poi in Turchia, Siria ed Egitto, nel 1864 in Palestina e di nuovo in Egitto. Nel 1865 fu la volta della Sicilia. 
Dopo il 1865 Lorent si dedicò a documentare i luoghi e i monumenti architettonici nel Granducato di Baden, fino al 1870. Si trasferì poi a Merano con la moglie Kathinka, forse per motivi di salute, effettuando, a partire dal 1873, circa 150 riprese fotografiche della città e dintorni e del Sud Tirolo. Morì per una polmonite.